# Иктисамова, Сарби Рамазановна
Сарби Рамазановна Иктисамова (1904, с. Капал, Копальский уезд, Семиреченская область, Российская империя — 1982) — советский государственный и партийный деятель. Нарком социального обеспечения Казахской ССР. Депутат Верховного Совета СССР. Кандидат в члены ЦК КП(б)К.

## Биография
Сарби Рамазановна Иктисамова родилась в 1904 году в с. Капал Семиреченской области в крестьянской казахской семье. С ранних лет проявляла интерес к социальным вопросам и образованию. В 1926–1928 годах работала продавщицей и учительницей начальной школы в Джаркенте, обучая дунганских детей.

### Партийная и трудовая деятельность
В 1928 году вступила в ряды ВКП(б). В этот период она стала секретарем комиссии по улучшению труда и быта женщин в Алма-Атинском горисполкоме. В 1930–1935 годах училась в Высшей коммунистической сельскохозяйственной школе, где получила партийное образование .
По окончании учебы в 1935 году была назначена заведующей женским сектором Алма-Атинского обкома КП(б)К. Благодаря своей активной деятельности и участию в решении социальных вопросов она привлекла внимание партийного руководства.
В июле 1938 года Сарби Рамазановна была назначена на должность наркома социального обеспечения Казахской ССР. Она занимала этот пост до апреля 1943 года, активно работая над улучшением условий жизни граждан, особенно во время тяжелого периода начала Великой Отечественной войны.
После ухода с поста наркома социального обеспечения в 1943 году Иктисамова заняла должность заместителя секретаря Алма-Атинского обкома КП(б)К и заведующей отделом наград Верховного Совета Казахской ССР .
В 1944–1946 годах она прошла обучение на курсах при ЦК КП(б)К в Алма-Ате.
Затем, с 1946 по 1948 годы, она была заведующей партийным кабинетом Сталинского горрайкома КП(б)К, а в 1949–1954 годах занимала пост секретаря Ленинского райкома КП(б)К в Алма-Ате .

### Политическая деятельность
Иктисамова была депутатом Верховного Совета СССР первого созыва (1941–1946), избранной по Уральскому избирательному округу.
В 1940–1949 годах являлась кандидатом в члены ЦК КП(б)К, активно участвовала в политической жизни страны.

### Награды
За свою деятельность Сарби Рамазановна была награждена орденом «Знак Почёта» в 1940 году, а также медалями.